# Anna Augustynowicz
Anna Augustynowicz (ur. 1 kwietnia 1959 w Dębicy) – polska reżyserka teatralna, dyrektor artystyczna Teatru Współczesnego w Szczecinie (1992-2021). Reżyserowała również na deskach Starego Teatru w Krakowie, Teatru Powszechnego w Warszawie i Teatru Wybrzeże w Gdańsku. W latach 90. jako pierwsza w Polsce wprowadzała na scenę nową europejską dramaturgię. Laureatka szeregu nagród teatralnych.

## Życiorys
Absolwentka teatrologii na Uniwersytecie Jagiellońskim oraz Wydziału Reżyserii w krakowskiej PWST. W latach 1992–2021 był dyrektorem artystycznym Teatru Współczesnego w Szczecinie
Po objęciu stanowiska dyrektora artystycznego szczecińskiej sceny uruchomiła małą scenę – „Malarnię”. Utwory przez nią wprowadzane doczekały się z czasem licznych realizacji w kraju. W przedstawieniach zajmujących się kwestiami społecznymi nie unikała odważnych, czasem drastycznych czy naturalistycznych sposobów mówienia o świecie oraz brutalnego języka. Obok środków typowo teatralnych na scenie posługiwała się technikami wideo, wykorzystywała w spektaklach nowoczesną, nierzadko ogłuszającą muzykę. Przykładem nowych poszukiwań w polskim teatrze, jest przedstawienie Augustynowicz Młoda śmierć z roku 1996, na podstawie sztuki Grzegorza Nawrockiego. Grę aktorów uzupełniały tu wideoklipowe montaże, podkreślające bezład i brutalność współczesnego świata oraz zachwianie norm moralnych u bohaterów, ukształtowanych w dużym stopniu pod wpływem środków masowego przekazu.
W Szczecinie miały miejsce polskie prapremiery dramatów młodych autorów: Naczelny (1993, realizacja Teatru Telewizji 1999), Siostry i bracia (1995) oraz Powrót skazańca (1998) Stiga Larssona, Bez czułości Clare McIntyre (1995), Moja wątroba jest bez sensu, albo zagłada ludu Wernera Schwaba (1997) czy Polaroidy Marka Ravenhilla (2002).
Poszukiwanie nowych form wyrazu przez Augustynowicz obejmuje również adaptacje sceniczne tekstów klasycznych. Celem tych poszukiwań jest nałożenie na tekst klasyczny współczesnej matrycy w postaci np. kostiumów, rekwizytów czy przestrzeni, a co za tym idzie uwspółcześnienie przekazu i dostosowanie komunikacji do teraźniejszej rzeczywistości. Przykładami takich realizacji są Balladyna Juliusza Słowackiego z 1995 r., Iwona, księżniczka Burgunda Witolda Gombrowicza z 1996 r., Sen nocy letniej Williama Shakespeare’a i Moralność pani Dulskiej Gabrieli Zapolskiej z 2000 r. czy Wyzwolenie Stanisława Wyspiańskiego z 2003 r.
Dla Teatru Telewizji Anna Augustynowicz przygotowała także prapremierę sztuki Krzysztofa Bizia Toksyny (2002).

### Wyróżnienia
- nagroda za reżyserię Iwony, księżniczki Burgunda Witolda Gombrowicza przyznana podczas Opolskich Konfrontacji Teatralnych Klasyka Polska (1996)
- Paszport „Polityki” „za przedstawienia odważne, mądre, dotykające bolesnych miejsc naszej epoki oraz za kształt artystyczny szczecińskiego Teatru Współczesnego” (1997)[4].
- tytuł Ambasador Szczecina (2002)
- Srebrny Medal „Zasłużony Kulturze Gloria Artis” (2005)[5].
- nagroda główna za inscenizację Wesela w konkursie Ogólnopolskiego Konkursu na Inscenizację utworów Stanisława Wyspiańskiego (2007)
- Nagrodę im. Tadeusza Boya-Żeleńskiego (2007)
- „Człowiek teatru 2014” w I edycji Nagrody im. Zygmunta Hübnera (2014)
- Nagroda im. Konrada Swinarskiego za reżyserię „Ślubu” Witolda Gombrowicza ze scenografią Marka Brauna i kostiumami Wandy Kowalskiej do muzyki Jacka Wierzchowskiego w wykonaniu aktorów Teatru Współczesnego w Szczecinie i Teatru im. Jana Kochanowskiego w Opolu (2017)[6] – jako pierwsza kobieta nagrodzona tą nagrodą w czterdziestoletniej historii konkursu.
- Nagroda im. Konrada Swinarskiego za reżyserię Odlotu Zenona Fajfera (2022)[7] – po raz drugi

Jest bohaterką filmu dokumentalnego „Wyłuskać człowieka z obrazu świata. Anna Augustynowicz” w reżyserii Doroty Petrus i Bogdana Lęcznara.

## Wybrane realizacje

### Teatr
- Życie wewnętrzne Marka Koterskiego, Teatr im. Wojciecha Bogusławskiego w Kaliszu (1989)
- Naczelny Stiega Larssona, Teatr Współczesny w Szczecinie, mała scena (1993, polska prapremiera)
- Magnifikat Włodzimierza Szturca, Teatr Współczesny w Szczecinie (1995, prapremiera)
- Siostry i bracia Stiega Larssona, Teatr Współczesny w Szczecinie, mała scena (1995, polska prapremiera)
- Bez czułości Clare McIntyre, Teatr Współczesny w Szczecinie, mała scena (1995, polska prapremiera)
- Moja wątroba jest bez sensu, albo zagłada ludu Wernera Schwaba, Teatr Współczesny w Szczecinie (1997, polska prapremiera)
- Iwona, księżniczka Burgunda Witolda Gombrowicza, Stary Teatr w Krakowie (1997)
- Agnes Catherine Anne, Teatr im. Wilama Horzycy w Toruniu (1997, polska prapremiera)
- Kocham. Nas troje Marka Koterskiego, Teatr Współczesny w Szczecinie, mała scena (1998, prapremiera)
- Popcorn na podstawie powieści Bena Eltona, Teatr Współczesny w Szczecinie (1999, polska prapremiera)
- Moralność pani Dulskiej Gabrieli Zapolskiej, Teatr Współczesny w Szczecinie (2000)
- Tylko ta pchła Naomi Wallace, Teatr Powszechny w Warszawie (2000, polska prapremiera)
- Po deszczu Sergi Belbela, Teatr Wybrzeże w Gdańsku (2000, polska prapremiera)
- Pasożyty Mariusa von Mayenburga, Teatr Współczesny w Szczecinie, mała scena (koprodukcja z Teatrem Polskim w Poznaniu, 2001, polska prapremiera)
- Polaroidy Marka Ravenhilla, Teatr Współczesny w Szczecinie (2002, prapremiera)
- Mąż i żona Aleksandra Fredry, Teatr Wybrzeże w Gdańsku (2002)
- Komiczna siła Alana Ayckbourna, Teatr Współczesny w Szczecinie (2003, polska prapremiera)
- Oskar i pani Róża na podstawie powieści Erica-Emmanuela Schmitta, Teatr Współczesny w Szczecinie (2004, polska prapremiera)
- Powrót na pustynię Bernarda-Marie Koltèsa, Teatr Powszechny w Warszawie (2004, polska prapremiera)
- Napis Géralda Sibleyrasa, Teatr Współczesny w Szczecinie (2005, polska prapremiera)
- Sędziowie Stanisława Wyspiańskiego w Teatrze im. Juliusza Osterwy w Lublinie (2005)
- Miarka za miarkę Williama Shakespeare’a, Teatr Powszechny w Warszawie (2006)
- Wesele Stanisława Wyspiańskiego, Teatr Współczesny w Szczecinie (2007)
- Edward II Christophera Marlowe’a, Stary Teatr w Krakowie (2014)
- Burza Williama Shakespeare’a, Teatr Współczesny w Szczecinie (2016)
- Ślub Witolda Gombrowicza, Teatr Współczesny w Szczecinie (2016)
- Wyzwolenie Stanisława Wyspiańskiego, Teatr Polski w Warszawie (2019)

### Teatr Telewizji
- Agnes Catherine Anne (2000)
- Toksyny Krzysztofa Bizia (2002)